# Gustavo Beyhaut
Gustavo Beyhaut (* 1. März 1924 in San Carlos, Uruguay; † 28. Oktober 2011 in Paris) war ein uruguayischer Historiker südamerikanischer Geschichte, der in Paris lehrte.
Beyhaut studierte Geschichte und Jura in Montevideo und war 1947 bis 1949 Gymnasiallehrer in Durazno, bevor er 1949 mit einem Stipendium sein Geschichtsstudium in Paris fortsetzte. 1952 wurde er Professor am Instituto de Profesores Artigas und später an der Philosophischen Fakultät der Universidad de la República in Montevideo. 1958 bis 1961 forschte und lehrte er in Argentinien (Buenos Aires und Rosario, wo er Direktor des Historischen Instituts war) und 1964 wurde er Directeur d’Études Associée und dann Professor an der École pratique des hautes études in Paris.

## Schriften
- Süd- und Mittelamerika II, Fischer Weltgeschichte, Band 23, 1965
  - Spanische Ausgabe: America Latina, Mexiko 1985 (mit Hélène Beyhaut)
- Sociedad y cultura latinoamericana en la realidad internacional, Montevideo 1959
- Mitherausgeber von: Inmigración y desarrollo en la Argentina, 1961
- Raíces contemporáneas de América Latina, Universität Buenos Aires 1964
- Problemas contemporáneos de América Latina, Montevideo 1990